# Рудничне
Рудничне — селище в Україні, у Глеюватській сільській громаді Криворізького району Дніпропетровської області.
Населення — 37 мешканців.
28 серпня 1953 р. с. Василівка та Рудничний Мар'янівської сільради П'ятихатського р-ну перечислено до Петриківської сільради (див. Кривий Ріг#Адміністративний поділ) Криворізького району.

## Географія
Селище Рудничне знаходиться на відстані 0,5 км від села Гомельське. Поруч проходить залізниця, станція Рядова за 2 км.

## Населення

### Мова
Розподіл населення за рідною мовою за даними перепису 2001 року:
| Мова       | Відсоток |
| ---------- | -------- |
| українська | 100 %    |